# Genroku
Genroku (japanska: 元禄?, Genroku), 30 september 1688–13 mars 1704, är en period i den japanska tideräkningen. Under genroku sitter kejsare Higashiyama vid tronen. Perioden är dock mer känd för den ekonomiska blomstringen i Edo, än för kejsarens bortglömda Kyoto. Shogun är Tokugawa Tsunayoshi.

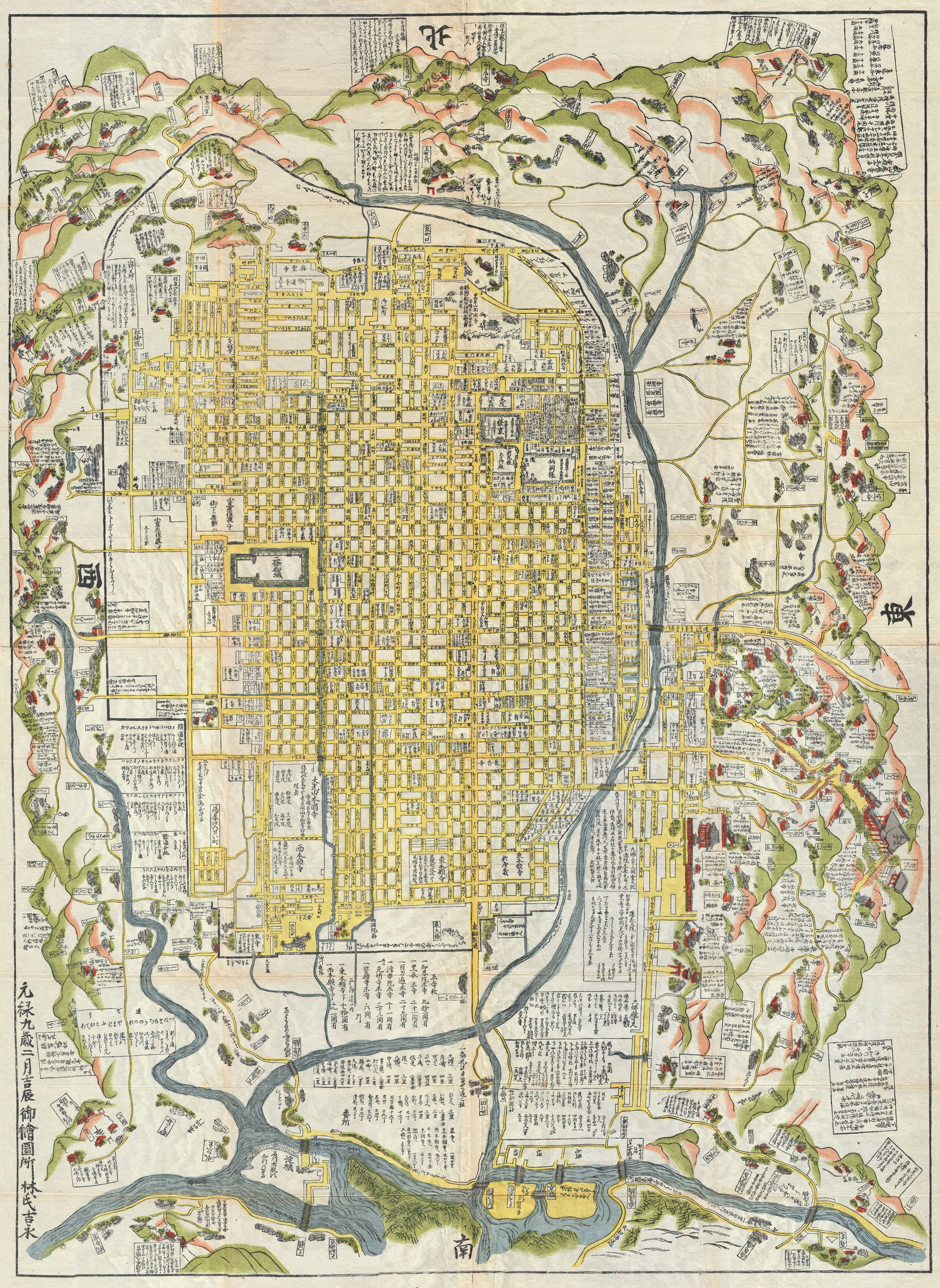
Karta över Kyoto, ca 1696

Perioden har fått sitt namn efter citat ur en essäsamling av den kinesiska 500-talsprinsen Xiao Tong.
De ekonomiska så kallade Kyoho-reformerna, då militärregeringen försöker få hejd på en kraftig inflation, äger rum under genroku.
År genroku 8 (1695) börjar en ny slags monmynt tryckas, med tecknet gen (元) på ena sidan.
Perioden avslutas efter den stora Genroku-jordbävningen år genroku 16.